# Thommen
Thommen is een dorp en deelgemeente van Burg-Reuland in het Duitstalige deel van de Belgische provincie Luik. Tot 1 januari 1977 was het een zelfstandige gemeente. Het gemeentehuis van Burg-Reuland staat in Thommen.

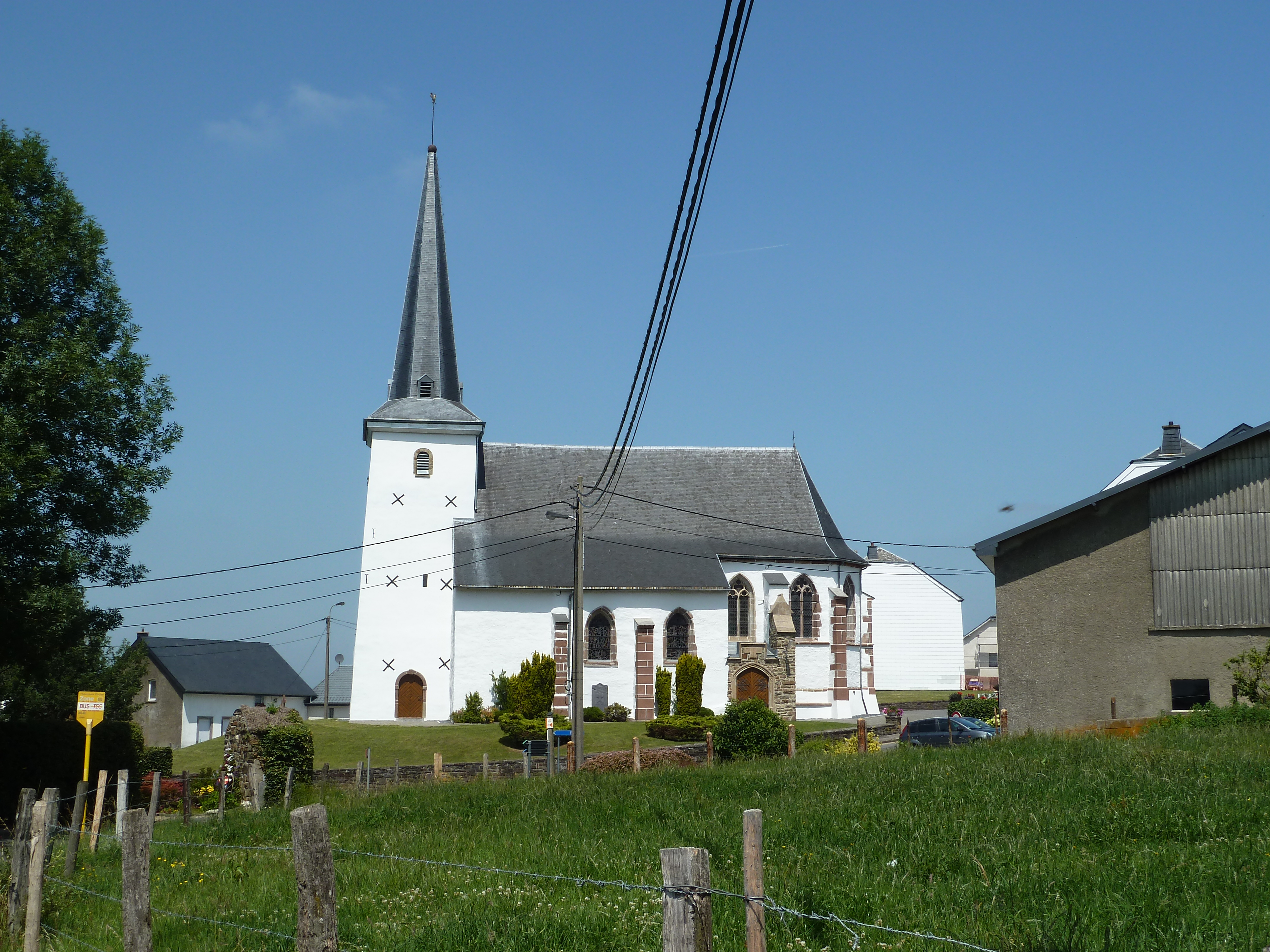
Sint-Remacluskerk van Thommen

## Geschiedenis
Het dorp Thommen of Tumbas wordt al genoemd in oude akten van de Abdij van Prüm. De naam verwijst naar de villa of het paleis (pallatium ad tumbas) dat Frankische vorsten bezaten. Ook gaan er schriftelijke bronnen over een kapel terug tot in het jaar 814. De benaming ad tumbas verwijst naar de grafheuvels die in de omgeving gelegen zijn, waaronder de tumulus van Hochtumsknopf (509 meter). Ook liep er een belangrijke Romeinse weg vanuit Reims via Ivoix (Epoissus) en Besslingen langs Thommen naar Keulen.

## Kernen
Tot de deelgemeente Thommen behoren de kernen Aldringen, Braunlauf, Dürler, Espeler, Grüfflingen, Koller, Lengeler, Maldingen, Malscheid, Oudler en Weisten.

## Demografische ontwikkeling
- Bronnen:NIS, Opm:1930 tot en met 1970=volkstellingen, 1976 inwoneraantal op 31 december

## Bezienswaardigheden
- Sint-Remacluskerk

## Nabijgelegen kernen
Espeler, Aldringen, Maldingen, Grüfflingen, Braunlauf
Deelgemeenten: Reuland · Thommen

Overige kernen: Aldringen · Alster · Auel · Bracht · Braunlauf · Diepert · Dürler · Espeler · Grüfflingen · Koller · Lascheid · Lengeler · Maldingen · Malscheid · Maspelt · Oberhausen · Oudler · Ouren · Richtenberg · Steffeshausen · Stoubach · Weidig · Weisten · Weweler

Belgische gemeenten · Duitstalige Gemeenschap · Arrondissement Verviers · Luik · Wallonië